# ADATA

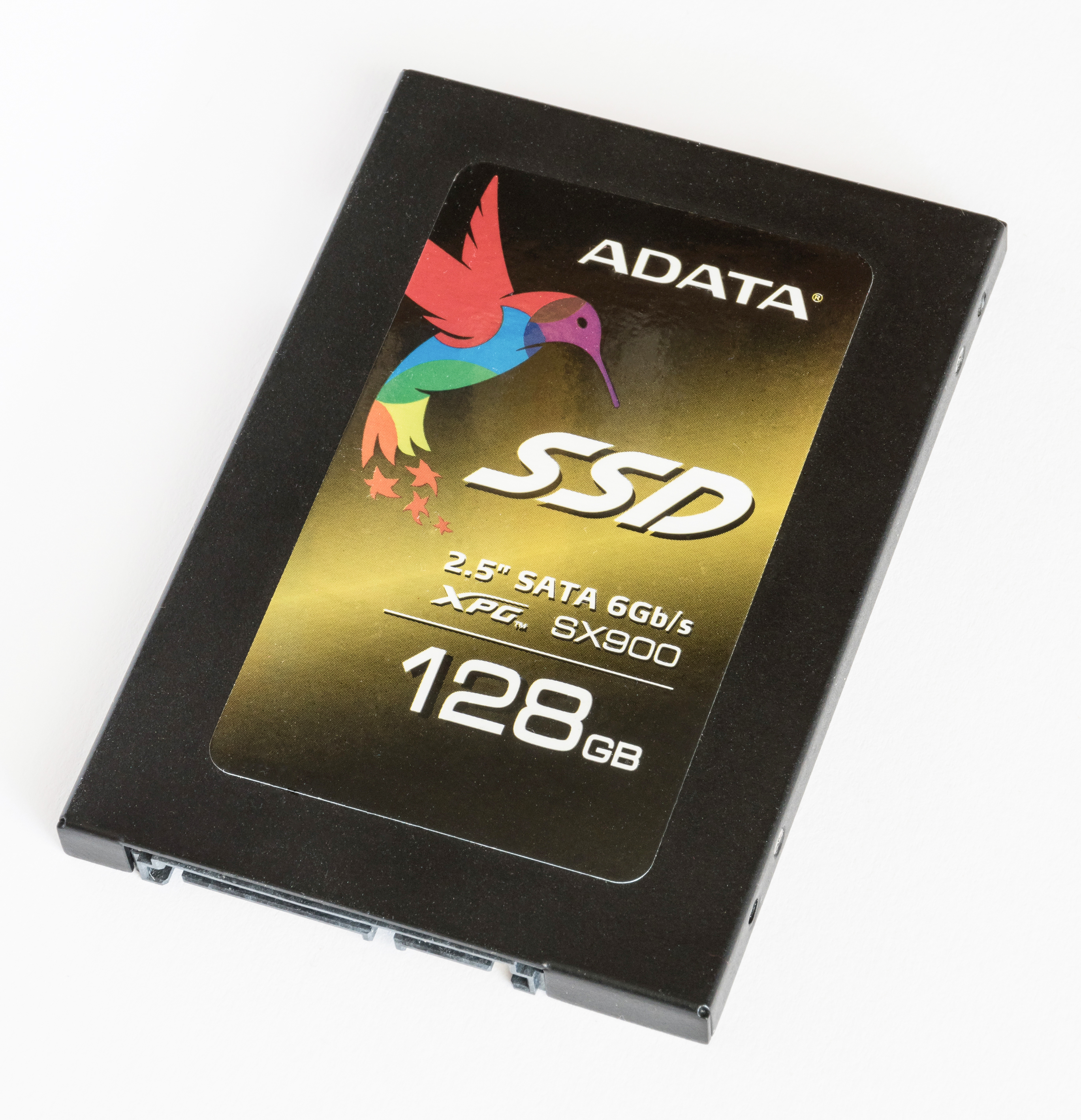
SSD vyráběny firmou ADATA.

ADATA (celým názvem ADATA Technology Co, Ltd.) je tchajwanská firma působící na poli elektroniky hlavně v oblasti paměťových zařízení. Poskytuje souhrnné řešení SD karet a flash disků, dále také paměťových modulů DRAM, paměťových karet, pevných disků, externích přenosných disků nebo třeba powerbanek. Nově do svého portfolia firma zahrnula např. chytré osvětlení aj.
Byla založena 4. května 2001 v Tchaj-peji na Tchaj-wanu. Jejím zakladatelem je Li-Pai (Simon) Chen, který je zároveň generálním ředitelem firmy.
Produkty značky získávají také velká světová ocenění. Např.:
- iF Design Awards (Německo)
- Red dot Awards
- CES Best of Innovations Awards
- Good Design Awards (Japonsko)
- Best Choice of Computex Awards
- 'Taiwan Excellence Gold Awards